# Albertine-Agnès d'Orange-Nassau

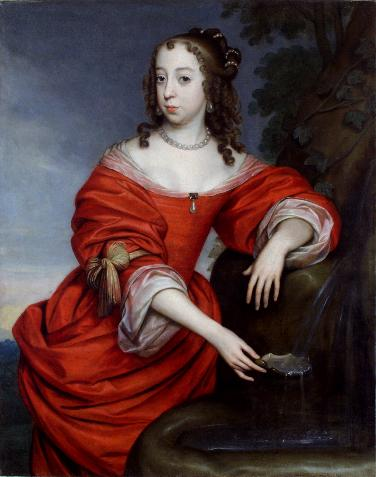
Albertine-Agnès d'Orange-Nassau

Albertine Agnès d'Orange-Nassau née le 9 avril 1634 et décédée le 26 mai 1696 est une princesse, régente de Friesland, Groningen et Drenthe. Elle est la fille de Frédéric-Henri d'Orange-Nassau et d'Amélie de Solms-Braunfels.
Albertine Agnès est née à La Haye et est le sixième enfant de ses parents.
En 1652 elle épouse son cousin, Guillaume-Frédéric de Nassau-Dietz.
Ils ont trois enfants :
- Amélie de Nassau-Dietz (1654-1695), en 1690, elle épouse le duc Jean-Guillaume de Saxe-Eisenach (†1729), mais Amélie meurt peu après son mariage et n'a aucun enfant
- Henri-Casimir II de Nassau-Dietz, prince de Nassau-Dietz
- Wilhelmine de Nassau-Dietz (1664-1667)

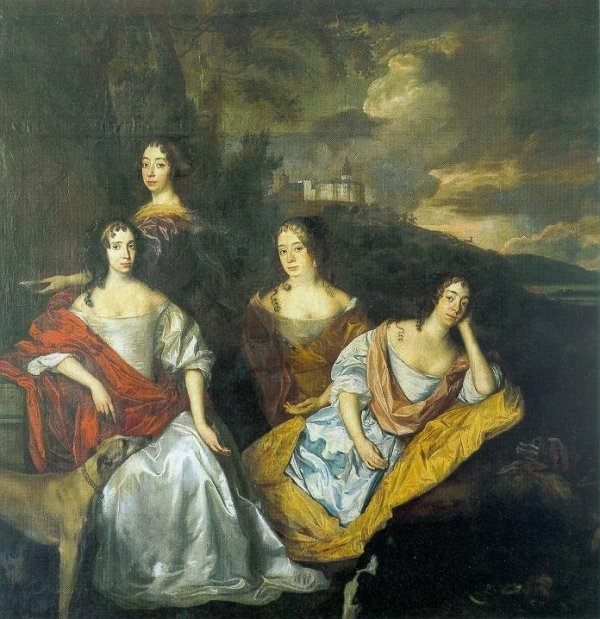
Albertine Agnès et ses sœurs

## Régence
Après la mort de son mari en 1664, elle devient régente pour son fils en Friesland, Groningen et Drenthe. En 1665, l'Angleterre et la Principauté épiscopale de Münster déclarent la guerre aux Pays-Bas. Comme beaucoup d'argent a été consacré à la flotte, l'armée de terre a été négligée. Quand Groningen est assiégée, Albertine Agnès apporte un soutien moral à la ville. La pression de Louis XIV alors allié, obligent les forces ennemies à battre en retraite. Mais six ans plus tard, les Pays-Bas sont attaqués par le sud, par l'armée française et au nord par l'armée de l'évêque de Münster et de l'archevêque de Cologne. Elle organise la défense et entretient le moral.
En 1676 Albertine Agnès construit un château à Oranjewoud elle y meurt en 1696.